# 和丰纱厂旧址
29°53′09.88″N 121°33′59.05″E / 29.8860778°N 121.5664028°E
和丰纱厂旧址是浙江省宁波市境内的一处工业遗迹，位于江东冰厂跟（今鄞州区江东北路317号），是宁波近代工业企业和丰纺织股份有限公司（简称和丰纱厂）的厂址。旧址现为和丰创意广场所在地，原有办公楼和成品车间作为文物得以保存。由于和丰纱厂为宁波近代工业的代表，因而该厂址对于宁波近现代纺织业的研究有重要价值。2011年，和丰纱厂旧址被纳入第六批浙江省文物保护单位，2021年6月29日宁波和丰工人运动纪念馆在宁波城区第一党支部旧址小洋楼开馆。

## 主要建筑
和丰纱厂现存建筑为办公楼和成品车间。其中的办公楼又名小洋楼，是一幢两层西洋式楼房。楼房屋顶为四坡顶，上下层均为外廊式，外墙红灰色相间，柱头兼有爱奥尼柱式与科林斯柱式的特点。房间内部为西式装饰，设有长条地板。